# Hrotti
Hrotti è una spada nel Ciclo dei Völsung (Fáfnismál, saga di Völsunga, 20). Faceva parte del tesoro dei Nibelunghi, che Sigfrido ha preso dopo aver ucciso il Drago Fáfnir.